# I Am the Night (serie de televisión)
I Am the Night es una serie de televisión estadounidense de drama inspirada en el libro One Day She'll Darken: The Mysterious Beginnings of Fauna Hodel de Fauna Hodel que se estrenó en TNT el 27 de enero de 2019.

## Sinopsis
Fauna Hodel es una chica que fue abandonada por su madre biológica, que se propone descubrir los secretos de su pasado y termina siguiendo un siniestro rastro que se acerca más a un ginecólogo involucrado en el asesinato de la legendaria Dalia Negra.

## Reparto
- Chris Pine como Jay Singletary
- India Eisley como Fauna Hodel
- Jefferson Mays como George Hodel
- Connie Nielsen como Corinna Hodel
- Leland Orser como Peter Sullivan
- Yul Vazquez como Billis
- Jay Paulson como Ohls
- Golden Brooks como Jimmie Lee Greenwade
- Theo Marshall como el Detective Cuddy
- Jamie Anne Allman como Tamar Hodel
- Monique Green como Nina
- Shoniqua Shondai como Tina
- Justin Cornwell como Terrence Shye
- Dylan Smith como Sepp

## Episodios
| N.º | Título                       | Dirigido por     | Escrito por     | Fecha de emisión original | Audiencia (millones) |
| --- | ---------------------------- | ---------------- | --------------- | ------------------------- | -------------------- |
| 1 | «Pilot»                      | Patty Jenkins    | Sam Sheridan    | 27 de enero de 2019       | 0.898                |
| El reportero Jay Singletary, asume tareas degradantes en Los Ángeles hasta el punto de intentar suicidarse. Mientras tanto, Pat Allman, una adolescente birracial de Sparks, Nevada, es objeto de burlas en la escuela. Su madre alcohólica, Jimmie Lee, trata de proteger a Pat, pero suscita sospechas sobre sus orígenes. Pat descubre de un certificado de nacimiento escondido por Jimmie Lee, quien lo confirma, que ella es Fauna Hodel, que fue entregada en adopción por su madre biológica. Pat contacta a su abuelo biológico, el Dr. George Hodel, quien la invita a Los Ángeles. A pesar de creer que Pat podría tener un futuro mejor allí, Jimmie Lee llama a Jay para que renueve su interés en George Hodel, quien fue el tema de un artículo que Jay escribió hace décadas, lo que causó que su credibilidad sufriera. |                              |                  |                 |                           |                      |
| 2 | «Phenomenon of Interference» | Patty Jenkins    | Sam Sheridan    | 4 de febrero de 2019      | 1.16                 |
| Fauna llega a Los Ángeles e intenta localizar a los miembros de su familia. Ella va a la residencia Hodel y se encuentra con Corinna Hodel, que da un paseo a Fauna, pero también afirma que Fauna no es de raza mixta. Mientras tanto, Jay continúa trabajando en una historia que involucra un horrible asesinato, pero todavía está obsesionado con su historia anterior que involucra al Dr. George Hodel y Fauna. |                              |                  |                 |                           |                      |
| 3 | «Dark Flower»                | Victoria Mahoney | Sam Sheridan    | 11 de febrero de 2019     | 1.13                 |
| El episodio comienza con un flashback de 1945, donde George Hodel organiza una fiesta desenfrenada con una extraña máscara observada por Tamar. De vuelta en el presente, Sepp alcanza a Fauna, pero ella logra escapar de él. Mientras tanto, Jay es arrestado e interrogado por el sargento de policía de Los Ángeles, Billis, quien lo amenaza con violencia, pero Jay es salvado por la intervención del detective Ohls, un sobreviviente de la Guerra de Corea. Fauna se cuela en la casa de Corinne para encontrar una dirección de retorno de Tamar en un correo postal la semana pasada. Jay la ve escaparse por una ventana y la lleva a un restaurante, donde intenta obtener información de ella, pero ella se escapa. Fauna regresa a casa para enterarse de que Nero, un adolescente que la ha estado llamando, fue asesinado. Ella sale de la casa con su nuevo amigo Terrence Shye, quien la deja dormir en su sofá y llama a Jimmie Lee. |                              |                  |                 |                           |                      |
| 4 | «Matador»                    | Victoria Mahoney | Sam Sheridan    | 18 de febrero de 2019     | 1.01                 |
| Fauna y Terence investigan la escena de la muerte de Nero y un hombre sin hogar se describe a un Buick negro que Fauna sospecha es el que la ha estado siguiendo. Cuando regresan, Fauna encuentra una invitación para un «happening» y decide asistir. Ella llega y encuentra una escena extraña con personas vestidas con exhibiciones teatrales y extrañas, incluida una de Corinna recostada con un vestido del que la gente procede a cortar en piezas. Fauna luego habla con Corinna, quien no divulga nada, aunque Fauna se entera de que Tamar vive en Hawái en la libreta de direcciones de Corinne. Cuando Fauna se va, Sepp la noquea y se prepara para hacerle un daño grave, pero Jay aparece de repente y lo aborda, y, después de una corta y brutal pelea, lo apuñala fatalmente. Jay está inmovilizado por sus propias acciones, pero Fauna lo estimula a deshacerse del cuerpo y el arma. Fauna ofrece que si Jay puede descubrir quién era Sepp, revelará la dirección de Tamar. Jay se da cuenta de que Fauna sabe poco de los Hodels y su clínica de abortos, pero acepta cooperar. Más tarde, Jay visita una exposición y entra en una sala llena de piezas surrealistas que pertenecen al Dr. Hodel. Jay se da cuenta de que las obras que representan piezas de cuerpos de mujeres son la inspiración para los asesinatos que está investigando, y que los asesinatos no se hicieron por odio. |                              |                  |                 |                           |                      |
| 5 | «Aloha»                      | Carl Franklin    | Monica Beletsky | 25 de febrero de 2019     | 1.11                 |
| Jay logra convencer a su editor Peter Sullivan de que pague por él y Fauna para volar a Hawái, y así ella se va con él en contra de las protestas de Jimmie Lee. Una vez allí, comienzan su búsqueda de Tamar, a quien finalmente encuentran. Fauna finalmente descubre de Tamar la verdad sobre su nacimiento, que es producto de una relación incestuosa entre Tamar y George. Tamar mintió acerca de que su padre era negro porque dijo que nunca conocía a ninguna persona blanca en la que pudiera confiar. Más tarde, Jay se encuentra con Tamar, quien le muestra pinturas que George Hodel le envió. Son de mujeres de las que se sospecha que mató y también proporciona evidencia de la participación de George en el asesinato de la Dalia Negra. Cuando regresan a Los Ángeles, Jay y Fauna descubren que la ciudad ha estallado en violencia racial. Jay hace arreglos para encontrarse con Sullivan, pero descubre que ha caído en la trampa de Billis y el Departamento de Policía de Los Ángeles, que lo arrestan por investigar las actividades de George Hodel. Mientras tanto, Hodel llega a Sparks e intenta matar a Jimmie Lee. |                              |                  |                 |                           |                      |
| 6 | «Queen's Gambit, Accepted»   | Carl Franklin    | Sam Sheridan    | 4 de marzo de 2019        | 1.15                 |

## Producción

### Desarrollo
El 27 de julio de 2017, se anunció que TNT ordenó una serie limitada de seis episodios titulada One Day She'll Darken inspirada en la autobiografía homónima de Fauna Hodel. Patty Jenkins dirigirá episodio piloto con la posibilidad de dirigir más episodios, y será productora ejecutiva junto a Chris Pine y Michael Sugar. Además, Sam Sheridan escribirá el guion. Según varias fuentes afirmaron que múltiples cadenas rechazaron el proyecto. El 13 de octubre de 2017, se anunció que Jenkins dirigirá los dos primeros episodios. El 21 de noviembre de 2017, se anunció que Carl Franklin fue elegido para dirigir dos episodios y desempeñarse como productor ejecutivo. El 15 de noviembre de 2017, se anunció que Vic Mahoney dirigirá los episodios tres y cuatro. El 2 de julio de 2018, se anunció que la serie se había retitulado I Am The Night y se estrenaría en enero de 2019. El 28 de noviembre de 2018, se anunció que la serie fue programada para estrenarse el 28 de enero de 2019.

### Casting
El 27 de julio de 2017, se anunció que Pine fue elegido en un rol principal. En octubre de 2017, se anunció que Leland Orser, India Eisley, Jefferson Mays, Yul Vazquez, Justin Cornwell, Dylan Smith, Jay Paulson y Golden Brooks fueron elegidos en roles principales. En noviembre de 2017, se anunció que Shoniqua Shondai y Arlen Escarpeta fueron elegidos en roles recurrentes y Connie Nielsen en un rol principal. El 26 de enero de 2018, se anunció que Monique Green fue elegida en un rol recurrente.

### Rodaje
El rodaje comenzó en noviembre de 2017 en Los Ángeles y finalizó en marzo de 2018 en Hawái.